# Neomerkantylizm
Neomerkantylizm – koncepcja gospodarcza, która ma swoje korzenie w tradycyjnym merkantylizmie, ale została dostosowana do współczesnych realiów. Obejmuje ona zbiór idei i strategii, które skupiają się na promowaniu silnej roli państwa w gospodarce, ochronie narodowych interesów ekonomicznych oraz utrzymaniu równowagi handlowej. Koncepcja ta zdobyła popularność w kontekście globalizacji i wzrostu konkurencji międzynarodowej, gdzie państwa starają się zachować kontrolę nad kluczowymi sektorami gospodarki.

## Definicja
Neomerkantylizm, jako teoria ekonomiczna, łączy w sobie elementy merkantylizmu z nowoczesnym podejściem do gospodarki globalnej. Główne założenie neomerkantylizmu opiera się twierdzeniu, że państwo powinno aktywnie interweniować w gospodarkę, aby chronić swoje interesy, rozwijać kluczowe sektory przemysłu i utrzymywać stabilność makroekonomiczną.
Etymologia nazwy „neomerkantylizm” wskazuje na kontynuację idei merkantylizmu, który dominował w Europie w XVII i XVIII wieku. Merkantylizm zazwyczaj przypisywano zwiększaniu bogactwa narodu poprzez zwiększenie eksportu i zrównoważenie bilansu handlowego. Neomerkantylizm, choć korzysta z niektórych elementów tej koncepcji, dostosowuje ją do współczesnych wyzwań i możliwości.

## Historia
Neomerkantylizm narodził się w odpowiedzi na zmieniające się warunki globalnej gospodarki. W latach 70. XX wieku, wraz z rosnącą konkurencją międzynarodową, niektóre państwa zaczęły szukać nowych strategii ochrony swoich interesów. Współczesny neomerkantylizm rozwijał się zwłaszcza w kontekście kryzysów gospodarczych i procesów globalizacyjnych.